# Алякринский, Иван Петрович
Иван Петрович Алякринский (1802 ― не ранее 1859) — русский поэт.

## Биография
Сын священника. Дворянин (с 1849). В 1821 году Алякринский уволился из канцелярских служителей Горбатовского уездного правления (Нижегородская губерния) для поступления в Московский университет. Окончил словесное отделение Московского университета (1824). После окончания университета отправился в Костромскую губернию, где работал учителем и состоял в должности штатного смотрителя в Чухломском уездном училище. В 1829 году после «многих и частых замечаний начальства» перешёл в Костромское уездное училище: учитель, штатный смотритель (1832—1852), коллежский асессор (с 1840). Существует мнение, что Алякринский послужил прототипом персонажа романа А. Ф. Писемского «Люди сороковых годов» Михаила Кергеля — провинциального поэта, превыше всего почитающего произведения Н. В. Кукольника. Для самого Алякринского таким образцом стали, однако, поэмы А. С. Пушкина.
Дебютировав в 1825 году стихотворением «Жизнь поселянина», он опубликовал затем отрывки из поэмы «Ольга, или Осада Коростеня» (1827; полностью не опубликована), в которых этнографические описания, несмотря на древнерусский сюжет, напоминали «Кавказского пленника». Его «Рогнеда. Романтическая поэма» (1837) была прямо ориентирована на «Руслана и Людмилу» (персонажи, мотивы, форма), отличаясь, однако, меньшей «сказочностью» — благодаря историческому сюжету, заимствованному у Н. М. Карамзина, и перенесению чудесного из сферы прямого действия в сны героев. Лёгкость стиха поэмы не искупает её неимоверной растянутости. В 1859 году в Костроме опубликовал стихотворение «Сказка о семи Семионах, родных братьях», написанное Алякринским на популярный литературно-сказочный сюжет (1838).
Другие произведения: баллада «Усладовы гусли» ((1830), «Прощание умирающего» (1832).